# 미이라 (1932년 영화)
《미이라》(영어: The Mummy)는 1932년 개봉한 미국의 공포 영화이다. 1922년 투탕카멘의 무덤 발굴과 당시 크게 인기를 끌었던 유니버설 스튜디오의 괴물 영화 《드라큘라》와 《프랑켄슈타인》 시리즈의 영향을 받아 제작되었다. 감독은 《드라큘라》의 촬영 감독이었던 카를 프로인트가 기용되었으며, 보리스 칼로프가 주인공 격인 이모텝, 즉 미라를 연기했다. 고대 이집트 유적에서 등장하는 미이라 소재의 시초가 되었으며, 이후 1999년작 《미이라》, 2017년작 《미이라》(다크 유니버스)로 리메이크되었다.

## 출연
- 보리스 칼로프 - 아르다트 베이 / 임호테프 / 미라
- 지타 요한 - 헬렌 그로스베너 / 안케세나몬 공주
- 데이비드 매너스 - 프랭크 휌플
- 아서 바이런 - 조지프 휌플 경
- 에드워드 밴슬론 - 뮐러 박사
- 브램웰 플레처 - 랠프 노턴
- 노블 존슨 - 누비아인
- 캐스린 바이런 - 프라우 뮐러
- 레너드 무디 - 피어슨 교수
- 제임스 크레인 - 아메노피스 파라오
- 헨리 빅터 - 색슨족 전사
- C. 몬터규 쇼